# I symfonia Kalinnikowa
I symfonia g-moll Wasilija Kalinnikowa – pierwsza symfonia autorstwa tego kompozytora a zarazem jego najpopularniejsze i najbardziej znane dzieło, skomponowane w latach 1894–1895.

## Struktura
Kalinnikow wypełnił swoją symfonię wieloma zapadającymi w pamięć melodiami, która zostały wprowadzone w trakcie trwania utworu w sposób mistrzowski a zastosowana przez niego odpowiednia i charakteryzująca się bogatą kolorystką orkiestracja przywodzi na myśl twórczość Czajkowskiego.
Rozpoczynająca pierwszą część melodia cytuje rosyjską pieśń ludową. Następnie w dalszej części Allegro moderato
mamy do czynienia z kolejną melodią grana na smyczkach wraz z instrumentami dętymi drewnianymi. Biegłe zastosowanie kontrapunktów przypomina słuchaczowi fakt, że Kalinnikow ćwiczył komponowanie polifonijne w serii fug stworzonych przez niego w latach 80 XIX wieku. Liryczność i melancholijność drugiej części, Andante commodamente, podkreślona jest dzięki bogatemu głównemu motywowi granemu przez obój oraz wspartemu przez pizzicato. Rosyjska pieśń ludowa jest przywoływana ponownie w trakcie patetycznej głównej melodii trzeciej części. Podniosłe Finale. Allegro moderato wypełnione jest melodiami cytującymi motywy występujące we wcześniejszych trzech częściach symfonii. Wyeksponowana melodia główna wchodzi w interakcję z częścią poprzednio występujących motywów co następnie prowadzi do potężnego i wyniosłego zakończenia dzieła. Symfonia została ciepło odebrana przez krytyków. 
Symfonia składa się tradycyjnie z czterech części:
- I. Allegro moderato
- II. Andante commodamente
- III. Scherzo. Allegro non troppo
- IV. Finale. Allegro moderato[3]

Łączny czas trwania utworu to zazwyczaj około 38 minut.

## Instrumentarium
- piccolo
- 2 flety
- 2 oboje
- rożek angielski
- 2 klarnety
- 2 fagoty
- 4 waltornie
- 2 trąbki
- 3 puzony
- tuba,
- timpani,
- trójkąt
- harfa,
- smyczki[3]

## Ciekawostki
- Druga część symfonii "Andante commodamente" była użyta jako soundtrack w filmie Akwarium z 1996 roku.